# 1988年鐵路
此條目列出1988年發生有關鐵路運輸的事件。

## 事件

### 1月
- 1月1日：臺鐵南迴線延長至太麻里車站。
- 1月4日：蒙特利爾地鐵藍線由公園站延長至斯諾登站。
- 1月31日：愛知環狀鐵道線全線通車。

### 2月
- 2月1日：JR北海道松前線、JR九州山野線停運。

### 3月
- 3月12日：新加坡地鐵由歐南園延長至金文泰。
- 3月13日：青函隧道通車，成為世界上最長和最深的海底隧道[1]。同時，東海道新幹線和山陽新幹線一系列新車站啟用，JR西日本進行大規模路線改組。
- 3月20日：本四備讚線茶屋町站至兒島站暫定通車。
- 3月24日：沪杭铁路匡巷站发生列车相撞事故，导致29人遇难（其中包括日本旅客27人），成为中国铁路史上外籍旅客伤亡人数最多的事故。
- 3月24日：木原線交由夷隅鐵道營運。
- 3月25日：能登線交由能登鐵道營運。
- 3月28日：千葉都市單軌電車2號線通車。
- 3月28日：蒙特利爾地鐵藍線加設阿卡迪亞站。

### 4月
- 4月1日：JR四國中村線交由土佐黑潮鐵道營運，九州旅客鐵道西九州線交由松浦鐵道營運。
- 4月2日：北神急行鐵道（日语：北神急行鉄道）北神線通車，並開始與神戶市營地下鐵西神·山手線直通運行。
- 4月10日：瀨戶大橋線全線正式通車。
- 4月11日：JR東日本真岡線交由真岡鐵道營運。
- 4月25日：歌志內線停運。

### 5月
- 5月21日：京王帝都電鐵（現為京王電鐵）相模原線延長至南大澤站。

### 6月
- 6月1日：JR四國去除所有帶「本線」名稱的「本」字。
- 6月8日：營團地下鐵（現為東京地下鐵）有樂町線由新富町站延長至新木場站。
- 6月11日：京都市營地下鐵烏丸線由京都站延長至竹田站。

### 7月
- 7月15日：臺鐵淡水線最終營運日。
- 7月21日：悉尼單軌電車通車。

### 8月
- 8月19日：列寧格勒地鐵莫斯科－彼得格勒線由烏德爾納亞站延長至啟蒙大道站。

### 9月
- 9月1日：上山田線停運。
- 9月1日：臺鐵廢除對號特快等級[2]。
- 9月18日：九廣鐵路九廣輕鐵開始營運[3]。
- 9月29日：華盛頓聯合車站在翻新後重開[4]。

### 10月
- 10月8日：瓦倫西亞地鐵1號線（英语：Line 1 (Metrovalencia)）通車。
- 10月25日：JR東日本長井線交由山形鐵道營運。
- 10月25日：安山線衿井站至安山站通車。

### 11月
- 11月5日：新加坡地鐵由金文泰延長至湖畔。

### 12月
- 12月1日：京葉線新木場站至南船橋站及市川鹽濱站至西船橋站通車。
- 12月2日：札幌市營地下鐵東豐線通車，來往榮町站至豐水薄野站。
- 12月11日：紐約地鐵射手大道線通車。
- 12月16日：京广铁路衡广复线（含大瑶山隧道）通车。
- 12月20日：新加坡地鐵由楊厝港北延至義順。
- 12月28日：大秦铁路一期工程（山西大同到河北三河县）通车[5]。陇海铁路郑州至宝鸡段电气化完毕[6]。